# Акакий Кападокийски
Акакий Кападокийски, наричан също Акакий Серски, е римски християнски мъченик.
Родом от Кападокия, той е центурион в римската армия. По време на гоненията срещу християните от времето на Максимиан се намира в Перинт. Подложен на мъчения, той отказва да се отрече от религията си, отведен е във Византион и е обезглавен, според традицията на 8 май 303 година.
Култът към Акакий е известен още от времето на Константин Велики, който му посвещава новопостроена църква. В началото на VII век мощите му са пренесени в Скуилаче в Калабрия. През XVI век е почитан в днешна Словения и от маниотите като закрилник на воюващите срещу турците. В католическата традиция той е един от Четиринадесетте свети помощници.